# Platygaster oleae
Platygaster oleae är en stekelart som beskrevs av Szelenyi 1940. Platygaster oleae ingår i släktet Platygaster och familjen gallmyggesteklar. Inga underarter finns listade i Catalogue of Life.